# Condado de Wayne (Pensilvania)
El condado de Wayne es un condado ubicado en el estado de Pensilvania. En 2000, su población era de 47.722 habitantes. Fue fundado en 1798 a partir de partes del Condado de Northampton y su sede está en Honesdale.

## Geografía

### Condados adyacentes
- Condado de Broome (Nueva York) (norte)
- Condado de Delaware (Nueva York) (noreste)
- Condado de Sullivan (Nueva York) (este)
- Condado de Pike (sur)
- Condado de Monroe (sur)
- Condado de Lackawanna (oeste)
- Condado de Susquehanna (oeste)

## Demografía
Según el censo de 2000, el condado cuenta con 47.722 habitantes, 18.350 hogares y 12.936 familias residentes. La densidad de población es de 25 hab/km² (65 hab/mi²). Hay 30.593 unidades habitacionales con una densidad promedio de 16 u.a./km² (42 u.a./mi²). La composición racial de la población del condado es 96,73% Blanca, 1,59% Afroamericana o Negra, 0,14% Nativa americana, 0,38% Asiática, 0,00% De las islas del Pacífico, 0,52% de Otros orígenes y 0,64% de dos o más razas. El 1,70% de la población es de origen hispano o latino cualquiera sea su raza de origen.
De los 18.350 hogares, en el 30,30% de ellos viven menores de edad, 57,20% están formados por parejas casadas que viven juntas, 8,90% son llevados por una mujer sin esposo presente y 29,50% no son familias. El 25,20% de todos los hogares están formados por una sola persona y 12,20% de ellos incluyen a una persona de más de 65 años. El promedio de habitantes por hogar es de 2,50 y el tamaño promedio de las familias es de 2,98 personas.
El 24,00% de la población del condado tiene menos de 18 años, el 6,10% tiene entre 18 y 24 años, el 26,80% tiene entre 25 y 44 años, el 25,60% tiene entre 45 y 64 años y el 17,50% tiene más de 65 años de edad. La mediana de la edad es de 41 años. Por cada 100 mujeres hay 100,70 hombres y por cada 100 mujeres de más de 18 años hay 98,50 hombres.

## Localidades

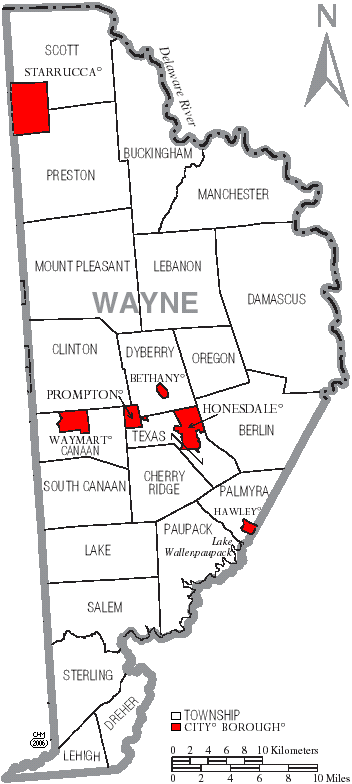
Mapa del condado con los boroughs en rojo y los municipios en blanco.

### Boroughs
| - Bethany - Hawley - Honesdale | - Prompton - Starrucca - Waymart |

### Municipios
| - Municipio de Berlin - Municipio de Buckingham - Municipio de Canaan - Municipio de Cherry Ridge - Municipio de Clinton - Municipio de Damascus - Municipio de Dreher - Municipio de Dyberry - Municipio de Lake - Municipio de Lebanon - Municipio de Lehigh | - Municipio de Manchester - Municipio de Mount Pleasant - Municipio de Oregon - Municipio de Palmyra - Municipio de Paupack - Municipio de Preston - Municipio de Salem - Municipio de Scott - Municipio de South Canaan - Municipio de Sterling - Municipio de Texas |

### Lugares designados por el censo
- Big Bass Lake
- Gouldsboro
- The Hideout
- White Mills
- Wallenpaupack Lake Estates